# 라울 브라보
라울 브라보 산펠리스(스페인어: Raúl Bravo Sanfélix, 1981년 4월 14일, 발렌시아 지방 간디아 ~)는 스페인의 전직 축구 선수이다. 주로 좌측 수비를 맡았던 그는 중앙 수비도 맡을 수 있었다.
레알 마드리드의 대부분 연령대 유소년부를 거친 그는 1군에서 6년을 보냈는데, 이 기간 동안 주로 후보 선수로 활약했다. 그러나, 이 시기에 스페인 국가대표팀에 발탁되어 UEFA 유로 2004에 참가하기도 했다.
브라보는 수 년을 그리스에서 보냈는데, 올림피아코스 시절에는 수페르리가 엘라다 3번을 포함해 총 6번의 주요 대회 우승을 경험했다.
2019년 5월 28일, 승부조작 혐의로 체포되었다.

## 클럽 경력

### 레알 마드리드
브라보는 발렌시아 지방 간디아 출신이다. 초창기에 인근 두 구단에서 활약하던 그는 16세의 나이에 레알 마드리드의 유소년부에 입단했다. 그는 이후 청년 A부서의 일원이 되어 2년을 더 보낸 후 테르세라 디비시온의 3군이 되었고, 2001-02 시즌에는 세군다 디비시온 B의 레알 마드리드 카스티야로 승격했다.
1군 몇몇 선수들이 국가대표팀에 차출됨에 따라 브라보는 2001년 10월 6일, 산티아고 베르나베우에서 벌어진 아틀레틱 빌바오와의 라 리가 경기에 데뷔할 기회를 잡아 71분을 출전해 2-0 승리에 일조했다. 그는 비센테 델 보스케의 체제 하에 1군과 훈련을 매우 자주했는데, 그 결과 2002-03 시즌을 기점으로는 정식적인 1군 일원이 되었다.
2003년 1월, 브라보는 리즈 유나이티드로 6개월 임대를 떠났지만 성과를 별로 올리지 못했다. 그러나, 스페인 국가대표팀 일원으로 UEFA 유로 2004에 활약을 하는 와중에 BBC 해설을 맡은 믹 매카시는 그가 리즈에서 지휘봉을 맡은 시절과 다른 모습을 보였다고 평했다. 그러나, 호베르투 카를루스의 존재에 막힌 그는 마드리드의 1군에서 그리 많은 기회를 잡지 못했다.

### 올림피아코스
UEFA 챔피언스리그에 참가할 기회를 놓치고 싶지 않은 브라보는 2007년 7월 중순에 올림피아코스와 4년 계약을 체결했고, 이적에 든 비용은 €2.3M 정도로 추산되었고, 그는 €1.3M의 연봉을 받기로 합의했다.
올림피아코스 소속으로 잦은 부상을 당해 출전 기회를 그리 많이 잡지 못한 브라보는 2009년 1월에 이적 시장을 통해 잠깐 스페인 무대로 복귀했는데, 그는 1부 리그 강등권에 허덕이는 누만시아의 일원이 되었으나, 별다른 활약을 못했고 팀의 강등을 지켜봐야 했다. 그는 여름에 피레아스로 복귀했다.
그러나, 브라보는 시즌 전에 보인 기량을 바탕으로 이전보다 더 적극적으로 활약했고, 레오나르두와 디디에 도미를 제치고 주전 좌측 수비수 자리를 꿰찼다. 그는 2011년 5월, 30세의 브라보는 2010-11 시즌을 우승으로 끝냈는데, 이 과정에서 수페르리가 엘라다에 18경기 출전을 하고 구단을 떠났다.

### 말년
2011년 8월 31일, 브라보는 모국의 마드리드로 복귀해 1부 리그 승격을 이룩한 라요 바예카노에 입단했다. 이듬해 여름, 그의 처음이자 마지막 시즌에 별로 출장 기회를 잡지 못한 그는 벨기에의 베이르스홋으로 이적해 1년을 머물렀다.
33세의 브라보는 베리아로 이적해 그리스 1부 리그에 복귀했다. 그의 계약은 2015년 6월 30일에 만료되었고, 2달 후, 그는 테살로니키의 아리스와 1년 계약에 합의했다.

## 국가대표팀 경력
브라보는 1997-98 시즌에 스페인의 U-16 국가대표팀 일원으로 출전한 기록이 있는데, 알가르브 대회에서 우승을 차지했었다. U-17 국가대표팀 일원으로는 님부르크 국제 대회에 참가해 3경기 출전 2골을 기록했다.
브라보는 2002년 8월 21일, 헝가리와의 친선경기에서 성인 국가대표팀 신고식을 치렀다. 얼마 후, 그는 UEFA 유로 2004에 참가했는데, 스페인이 조기 탈락의 수모를 당했지만 포르투갈, 러시아, 그리고 나중에 우승을 차지한 그리스와의 경기에서 3경기 모두 수비수로 전 경기를 소화했다. 그는 이후로 차출된 적이 없었고, 출전 기록은 14회에서 멈췄다.

## 경력 통계
2015년 3월 18일 기준
| 클럽                   | 시즌      | 리그              | 리그 | 리그 | 컵   | 컵 | 기타 | 기타 | 합계 | 합계 |
| 클럽                   | 시즌      | 단계              | 출장 | 골   | 출장 | 골 | 출장 | 골   | 출장 | 골   |
| ---------------------- | --------- | ----------------- | ---- | ---- | ---- | -- | ---- | ---- | ---- | ---- |
| 레알 마드리드          | 2001–02   | 라 리가           | 6    | 0    | 4    | 0  | 4    | 0    | 14   | 0    |
| 레알 마드리드          | 2002–03   | 라 리가           | 2    | 1    | 6    | 0  | 2    | 0    | 10   | 1    |
| 레알 마드리드          | 2003–04   | 라 리가           | 32   | 1    | 11   | 0  | 10   | 0    | 53   | 1    |
| 레알 마드리드          | 2004–05   | 라 리가           | 14   | 0    | 4    | 0  | 3    | 0    | 21   | 0    |
| 레알 마드리드          | 2005–06   | 라 리가           | 15   | 2    | 4    | 0  | 3    | 0    | 22   | 2    |
| 레알 마드리드          | 2006–07   | 라 리가           | 8    | 0    | 4    | 0  | 1    | 0    | 13   | 0    |
| 레알 마드리드          | 합계      | 합계              | 77   | 4    | 33   | 0  | 23   | 0    | 133  | 4    |
| 리즈 유나이티드 (임대) | 2002–03   | 프리미어리그      | 5    | 0    | 1    | 0  | —    | —    | 6    | 0    |
| 올림피아코스           | 2007–08   | 수페르리가 엘라다 | 7    | 0    |      |    | 3    | 0    | 10   | 0    |
| 올림피아코스           | 2008–09   | 수페르리가 엘라다 | 6    | 0    |      |    | —    | —    | 6    | 0    |
| 올림피아코스           | 2009–10   | 수페르리가 엘라다 | 32   | 0    |      |    | 12   | 0    | 44   | 0    |
| 올림피아코스           | 2010–11   | 수페르리가 엘라다 | 18   | 0    | 2    | 0  | 2    | 0    | 22   | 0    |
| 올림피아코스           | 합계      | 합계              | 63   | 0    | 2    | 0  | 17   | 0    | 82   | 0    |
| 누만시아 (임대)        | 2008–09   | 라 리가           | 6    | 0    | 0    | 0  | —    | —    | 6    | 0    |
| 라요 바예카노          | 2011–12   | 라 리가           | 6    | 0    | 1    | 0  | —    | —    | 7    | 0    |
| 베이르스홋             | 2012–13   | 벨기에 프로리그   | 12   | 0    | 0    | 0  | —    | —    | 12   | 0    |
| 코르도바               | 2013–14   | 세군다 디비시온   | 29   | 0    | 0    | 0  | 2    | 1    | 31   | 1    |
| 베리아                 | 2014–15   | 수페르리가 엘라다 | 23   | 1    | 2    | 0  | —    | —    | 25   | 1    |
| 경력 합계              | 경력 합계 | 경력 합계         | 221  | 1    | 39   | 0  | 42   | 1    | 302  | 2    |

1. 1 2 3 4 5 6 7 8 9  UEFA 챔피언스리그 출전 경기
2. ↑  수페르코파 데 에스파냐 출전 경기
3. ↑  승격 플레이오프 출전 경기

## 수상 내역
레알 마드리드
- 라 리가: 2002–03, 2006–07
- 수페르코파 데 에스파냐: 2003
- UEFA 챔피언스리그: 2001–02
- UEFA 슈퍼컵: 2002

올림피아코스
- 수페르리가 엘라다: 2007–08, 2008–09, 2010–11
- 그리스 컵: 2007–08